# Robert Leonhard
Robert Leonhard (ur. 28 czerwca 1969) – niemiecki skoczek narciarski reprezentujący barwy RFN i Niemiec. Drużynowy złoty i srebrny medalista mistrzostw świata juniorów. Najlepsze wyniki w Pucharze Świata osiągnął w sezonie 1989/1990, kiedy zajął 52. miejsce w klasyfikacji generalnej.

## Mistrzostwa świata w lotach narciarskich
- Indywidualnie
  - 1988  Oberstdorf – nie zakwalifikował się

## Mistrzostwa świata juniorów
- Indywidualnie
  - 1986  Lake Placid – 17. miejsce
  - 1987  Asiago / Gallio – 6. miejsce
- Drużynowo
  - 1986  Lake Placid – złoty medal
  - 1987  Asiago / Gallio – srebrny medal

## Puchar Świata

### Miejsca w klasyfikacji generalnej
| Sezon     | Miejsce |
| --------- | ------- |
| 1989/1990 | 52.     |

### Miejsca w poszczególnych konkursach indywidualnychPucharu Świata
| Źródło | Źródło      | Źródło      | Źródło      | Źródło   | Źródło     | Źródło                 | Źródło                 | Źródło        | Źródło        | Źródło    | Źródło          | Źródło          | Źródło       | Źródło   | Źródło    | Źródło       | Źródło       | Źródło  | Źródło    | Źródło       | Źródło              | Źródło  | Źródło  | Źródło  | Źródło | Źródło | Źródło | Źródło | Źródło | Źródło | Źródło | Źródło | Źródło | Źródło | Źródło | Źródło | Źródło | Źródło | Źródło | Źródło | Źródło | Źródło | Źródło | Źródło | Źródło | Źródło | Źródło | Źródło | Źródło |
| --- | ----------- | ----------- | ----------- | -------- | ---------- | ---------------------- | ---------------------- | ------------- | ------------- | --------- | --------------- | --------------- | ------------ | -------- | --------- | ------------ | ------------ | ------- | --------- | ------------ | ------------------- | ------- | ------- | ------- | ------ | ------ | ------ | ------ | ------ | ------ | ------ | ------ | ------ | ------ | ------ | ------ | ------ | ------ | ------ | ------ | ------ | ------ | ------ | ------ | ------ | ------ | ------ | ------ | ------ |
| Sezon 1985/1986                                                                                                   |             |             |             |          |            |                        |                        |               |               |           |                 |                 |              |          |           |              |              |         |           |              |                     |         |         |         |        |        |        |        |        |        |        |        |        |        |        |        |        |        |        |        |        |        |        |        |        |        |        |        |        |
| Thunder Bay | Thunder Bay | Lake Placid | Lake Placid | Chamonix | Oberstdorf | Garmisch-Partenkirchen | Innsbruck              | Bischofshofen | Harrachov     | Liberec   | Klingenthal     | Oberwiesenthal  | Sapporo      | Sapporo  | Vikersund | Vikersund    | Sankt Moritz | Gstaad  | Engelberg | Lahti        | Lahti               | Oslo    | Planica | Planica | punkty |        |        |        |        |        |        |        |        |        |        |        |        |        |        |        |        |        |        |        |        |        |        |        |        |
| - | -           | -           | -           | -        | 47         | 82                     | -                      | -             | -             | -         | -               | -               | -            | -        | -         | -            | -            | -       | -         | -            | -                   | -       | -       | -       | 0      |        |        |        |        |        |        |        |        |        |        |        |        |        |        |        |        |        |        |        |        |        |        |        |        |
| Sezon 1987/1988                                                                                                   |             |             |             |          |            |                        |                        |               |               |           |                 |                 |              |          |           |              |              |         |           |              |                     |         |         |         |        |        |        |        |        |        |        |        |        |        |        |        |        |        |        |        |        |        |        |        |        |        |        |        |        |
| Thunder Bay | Thunder Bay | Lake Placid | Lake Placid | Sapporo  | Sapporo    | Oberstdorf             | Garmisch-Partenkirchen | Innsbruck     | Bischofshofen | Gallio    | Sankt Moritz    | Gstaad          | Engelberg    | Lahti    | Lahti     | Meldal       | Oslo         | Planica | Planica   | punkty       | punkty              | punkty  | punkty  | punkty  | punkty | punkty | punkty | punkty | punkty | punkty | punkty | punkty | punkty | punkty | punkty | punkty | punkty | punkty |        |        |        |        |        |        |        |        |        |        |        |
| - | -           | -           | -           | 20       | 20         | 20                     | 49                     | 51            | 29            | 42        | 36              | 21              | 67           | -        | -         | -            | -            | -       | -         | 0            | 0                   | 0       | 0       | 0       | 0      | 0      | 0      | 0      | 0      | 0      | 0      | 0      | 0      | 0      | 0      | 0      | 0      | 0      |        |        |        |        |        |        |        |        |        |        |        |
| Sezon 1988/1989                                                                                                   |             |             |             |          |            |                        |                        |               |               |           |                 |                 |              |          |           |              |              |         |           |              |                     |         |         |         |        |        |        |        |        |        |        |        |        |        |        |        |        |        |        |        |        |        |        |        |        |        |        |        |        |
| Thunder Bay | Thunder Bay | Lake Placid | Lake Placid | Sapporo  | Sapporo    | Oberstdorf             | Garmisch-Partenkirchen | Innsbruck     | Bischofshofen | Liberec   | Harrachov       | Oberhof         | Oberhof      | Chamonix | Oslo      | Örnsköldsvik | Harrachov    | Planica | Planica   | punkty       | punkty              | punkty  | punkty  | punkty  | punkty | punkty | punkty | punkty | punkty | punkty | punkty | punkty | punkty | punkty | punkty | punkty | punkty | punkty |        |        |        |        |        |        |        |        |        |        |        |
| - | -           | -           | -           | -        | -          | 48                     | 20                     | -             | -             | -         | -               | -               | -            | -        | -         | -            | -            | 36      | 40        | 0            | 0                   | 0       | 0       | 0       | 0      | 0      | 0      | 0      | 0      | 0      | 0      | 0      | 0      | 0      | 0      | 0      | 0      | 0      |        |        |        |        |        |        |        |        |        |        |        |
| Sezon 1989/1990                                                                                                   |             |             |             |          |            |                        |                        |               |               |           |                 |                 |              |          |           |              |              |         |           |              |                     |         |         |         |        |        |        |        |        |        |        |        |        |        |        |        |        |        |        |        |        |        |        |        |        |        |        |        |        |
| Thunder Bay | Thunder Bay | Lake Placid | Lake Placid | Sapporo  | Sapporo    | Oberstdorf             | Garmisch-Partenkirchen | Innsbruck     | Bischofshofen | Harrachov | Liberec         | Zakopane        | Sankt Moritz | Gstaad   | Engelberg | Predazzo     | Predazzo     | Lahti   | Lahti     | Örnsköldsvik | Sollefteå           | Raufoss | Planica | Planica | punkty |        |        |        |        |        |        |        |        |        |        |        |        |        |        |        |        |        |        |        |        |        |        |        |        |
| 14 | 46          | 15          | 20          | 22       | 18         | 36                     | 18                     | 61            | 29            | 32        | 34              | 48              | -            | -        | -         | -            | -            | -       | -         | -            | -                   | 36      | -       | -       | 3      |        |        |        |        |        |        |        |        |        |        |        |        |        |        |        |        |        |        |        |        |        |        |        |        |
| Sezon 1990/1991                                                                                                   |             |             |             |          |            |                        |                        |               |               |           |                 |                 |              |          |           |              |              |         |           |              |                     |         |         |         |        |        |        |        |        |        |        |        |        |        |        |        |        |        |        |        |        |        |        |        |        |        |        |        |        |
| Lake Placid | Lake Placid | Thunder Bay | Thunder Bay | Sapporo  | Sapporo    | Oberstdorf             | Garmisch-Partenkirchen | Innsbruck     | Bischofshofen | Oberhof   | Bad Mitterndorf | Bad Mitterndorf | Lahti        | Lahti    | Bollnäs   | Falun        | Trondheim    | Oslo    | Planica   | Planica      | Szczyrbskie Jezioro | punkty  | punkty  | punkty  | punkty | punkty | punkty | punkty | punkty | punkty | punkty | punkty | punkty | punkty | punkty | punkty | punkty | punkty | punkty | punkty |        |        |        |        |        |        |        |        |        |
| - | -           | -           | -           | -        | -          | 39                     | 49                     | -             | -             | 33        | -               | -               | -            | -        | -         | -            | -            | -       | -         | -            | -                   | 0       | 0       | 0       | 0      | 0      | 0      | 0      | 0      | 0      | 0      | 0      | 0      | 0      | 0      | 0      | 0      | 0      | 0      | 0      |        |        |        |        |        |        |        |        |        |
| Legenda |             |             |             |          |            |                        |                        |               |               |           |                 |                 |              |          |           |              |              |         |           |              |                     |         |         |         |        |        |        |        |        |        |        |        |        |        |        |        |        |        |        |        |        |        |        |        |        |        |        |        |        |
| 1 2 3 4-10 11-15 poniżej 15 dq – dyskwalifikacja q – zawodnik nie zakwalifikował się - – zawodnik nie wystartował |             |             |             |          |            |                        |                        |               |               |           |                 |                 |              |          |           |              |              |         |           |              |                     |         |         |         |        |        |        |        |        |        |        |        |        |        |        |        |        |        |        |        |        |        |        |        |        |        |        |        |        |

### Turniej Czterech Skoczni

#### Miejsca w klasyfikacji generalnej
| Sezon     | Miejsce | Źr.   |
| --------- | ------- | ----- |
| 1985/1986 | 87.     | [ 4 ] |
| 1987/1988 | 34.     | [ 5 ] |
| 1988/1989 | 62.     | [ 6 ] |
| 1989/1990 | 38.     | [ 7 ] |
| 1990/1991 | 66.     | [ 8 ] |